# The Killing Fields (album)
The Killing Fields je soundtrack stejnojmenného filmu (česky Vražedná pole) a zároveň album britského multiinstrumentalisty Mika Oldfielda. Deska byla vydána na podzim 1984 (viz 1984 v hudbě) a v britském žebříčku prodejnosti alb se dostala nejvýše na 97. příčku.
Zcela instrumentální album The Killing Fields je prvním (a také posledním) skutečným Oldfieldovým soundtrackem. Jeho hudba byla pro film použita již dříve (část Tubular Bells ve filmu Vymítač ďábla, či výňatky z několika alb na filmu The Space Movie), tehdy se však jednalo o části běžných studiových alb použitých pro tyto účely až sekundárně. Většinu skladeb na tomto albu složil Oldfield, pouze jedna pochází z pera hudebníka Davida Bedforda a jedna od španělského skladatele z 19. století Francisca Tárregy.

## Skladby
1. „Pran's Theme“ (Oldfield) – 0:44
2. „Requeiem for a City“ (Oldfield) – 2:11
3. „Evacuation“ (Oldfield) – 5:14
4. „Pran's Theme 2“ (Oldfield) – 1:41
5. „Capture“ (Oldfield) – 2:24
6. „Execution“ (Oldfield) – 4:47
7. „Bad News“ (Oldfield) – 1:14
8. „Pran's Departure“ (Oldfield) – 2:08
9. „Worksite“ (Oldfield) – 1:16
10. „The Year Zero“ (Bedford) – 0:28
11. „Blood Sucking“ (Oldfield) – 1:19
12. „The Year Zero 2“ (Oldfield) – 0:37
13. „Pran's Escape/The Killing Fields“ (Oldfield) – 3:17
14. „The Trek“ (Oldfield) – 2:02
15. „The Boy's Burial/Pran Sees the Red Cross“ (Oldfield) – 2:43
16. „Good News“ (Oldfield) – 1:46
17. „Étude“ (Tárrega, úprava Oldfield) – 4:37

## Obsazení
- Mike Oldfield – kytary, syntezátory (včetně Fairlight CMI)
- Preston Heyman – orientální perkuse
- Morris Pert – perkuse (17)
- Eberhard Schoener – dirigent
- orchestr Bavorské opery
- Tölzer Boys Choir – sbor